# Albert Guinchard
Albert Guinchard (10 de novembro de 1914 – 19 de maio de 1971) foi um futebolista suíço. Ele competiu na Copa do Mundo FIFA de 1934, sediada na Itália, na qual a seleção de seu país terminou na sétima colocação dentre os 16 participantes. Participou ainda da edição seguinte, a Copa de 1938 na França, onde a Suíça terminou em sexto lugar de 15 seleções.